# Simone Sabouret
Simone Henriette Sabouret, z domu Roussel (ur. 19 października 1893 w Paryżu, zm. 31 października 1974 w Châtenay-Malabry) – francuska łyżwiarka figurowa, startująca w parach sportowych z mężem Charlesem Sabouretem. Uczestniczka igrzysk olimpijskich (1920, 1924).

## Osiągnięcia
Z Charlesem Sabouretem
| Igrzyska olimpijskie | 7 | 9 |